# Шумлай
Шумлай (укр. Шумлай) — пассажирский железнодорожный остановочный пункт Киевской дирекции Юго-Западной железной дороги на линии Чернигов — Новобелицкая, расположенный непосредственно восточнее села Хмельница (Черниговская область, Украина).

## История
Остановочный пункт был открыт в 1958 году на действующей ж/д линии Чернигов—Новобелицкая.

## Общие сведения
Станция представлена одной боковой платформой. Имеет 1 путь. Нет здания вокзала. 

## Пассажирское сообщение
Ежедневно станция принимает две пары пригородных поездов сообщения Чернигов—Горностаевка.